# Opera Mini
Opera Mini, utvecklad av norska företaget Opera Software, är en webbläsare utvecklad i J2ME-miljö för mobila enheter. Till skillnad från övriga webbläsare för mobiltelefoner går trafiken via utvecklarens server som omformaterar de begärda webbsidorna att passa enhetens bildskärm. Omformateringen inkluderar datakompression.

## Historik
- 1.0 (Januari 2006) - Första versionen.
- 2.0 (Maj 2006) - Nytt: nedladdning av filer, stöd för skins.
- 3.0 (November 2006) - Nytt i denna version var RSS-funktionen samt integrationen med MyOpera och möjligheten att fotoblogga. Beroende på telefonens J2ME-motors begränsning går det inte att fotografera med mer än 640 x 480 pixlars upplösning. Vissa telefoner har ännu mer begränsad upplösning för kamerafunktionen.
- 4.0 Beta (Juni 2007) - Nytt var att webbsidor kan visas i miniatyrversion. Vissa funktioner från Opera Mini 3 saknades, som exempelvis RSS och fotobloggning.
- 4.0 (November 2007) - Nya funktioner som tillkom var bland annat möjligheten till rotation av innehållet på bildskärmen med 90 grader vilket ger mer bredd men kräver mer skrollning, samt bokmärkessynkronisering med Opera för persondatorer. RSS-klienten kom tillbaks men inte fotobloggningen.
- 5.0 (Mars 2010) - Flikar och snabbval introducerades.[2]
- 6.0 (Maj 2011) - Ny design, samt bättre typsnittssupport.[3]
- 8.0 (Mars 2014) – nattläge med färgtema som är bekvämare för ögonen nattetid, "privata flikar" där informationen inte sparas i appen när fliken stängs, med mera. Systemkrav: alla moderna mobiltelefoner med J2ME-stöd. [1]

## Marknadsinförande

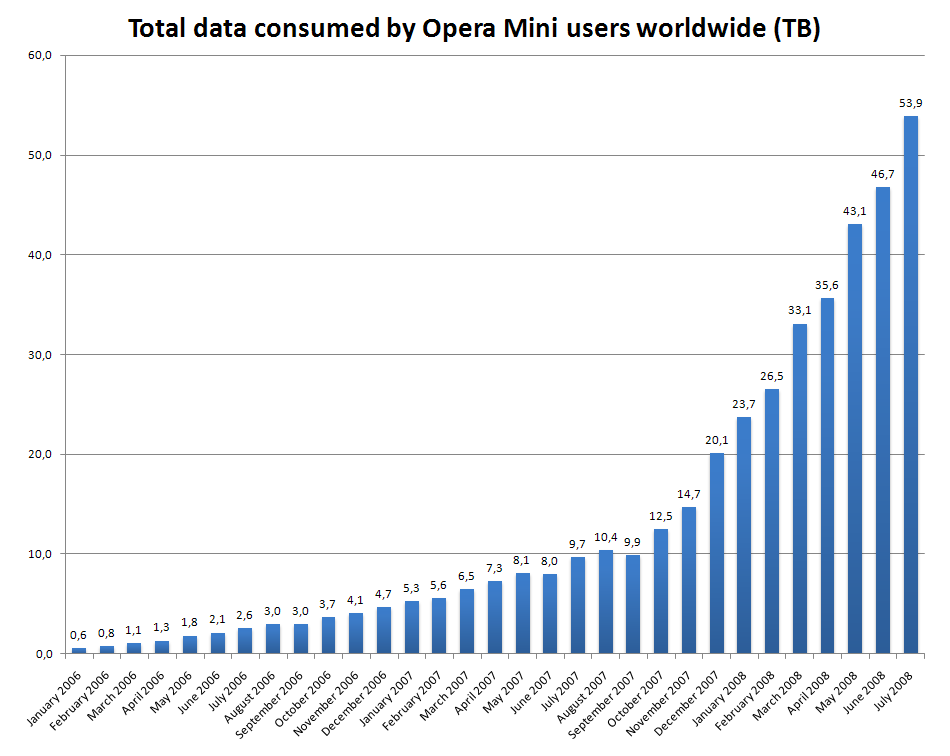
Diagram över datakonsumtion av Opera Mini världen över (2006-2010)

Ungefär 40 miljoner mobiltelefoner har släppts med Opera Mini förinstallerat.

### Enheter
Följande enheter kommer med Opera Mini förinstallerat. Vissa innehåller Opera Mini endast när man köper dem från någon operatör.
- Motorola (KRZR K1, K1, V980, E2, L7, RAZR V3, RAZR V3i)
- Nokia (2610, 6131, 6233, 6085, 6280, 5500, 3110, 7373, 6131, 5300, 6230i, 5070, E65, N70, N95, N73, 6288, 6233, 6131, 6103, 6080, 6070, 6300)
- Sony Ericsson (W810i, K608i, K610i, K310i, Z610i, Z530i, K750i, K550, W200i, K510i)
- Samsung (X160, E570, E420, X510, X650, E900, SGH-E250, SGH-D900, U700, ZV60, D900i, D900, Z400)
- LG (K880, KU250, KE970, KU311)
- Sagem (My411x, P9521)
- BenQ-Siemens (EL71, EF81)
- BenQ (E71)

## Funktioner som inte stöds
- Kan inte öppna lokala filer (exempelvis HTML-sidor eller bilder)
- Kan inte visa Youtube-klipp.
- Har inte inbyggt BitTorrent-klient, som Opera för persondatorer har.
- Kan inte visa alla AJAX-baserade sidor.